# BMW F30
是BMW对其第六代3系列中型车制定的企业内部标识。它自2012年起作为E90的继任车型，分别在慕尼黑、雷根斯堡、沈阳和罗斯林的BMW工厂生产。
该车同样可以提供不同的车身样式和动力级别，其中320d高效动力版本在2012年伦敦奥运会期间基于BMW的官方合作伙伴身份而成为使用最广泛的车辆。

## 款式

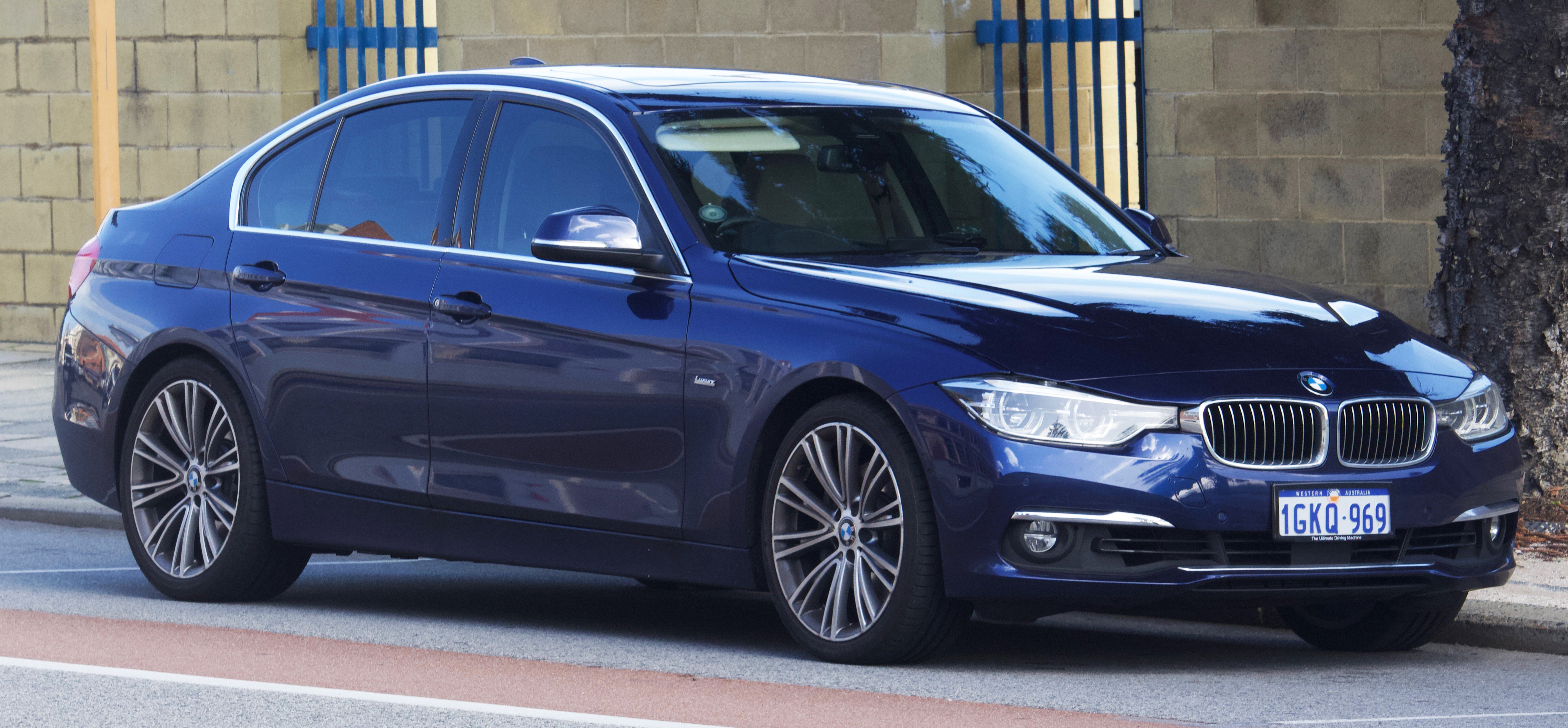
3系轿车款（F30）

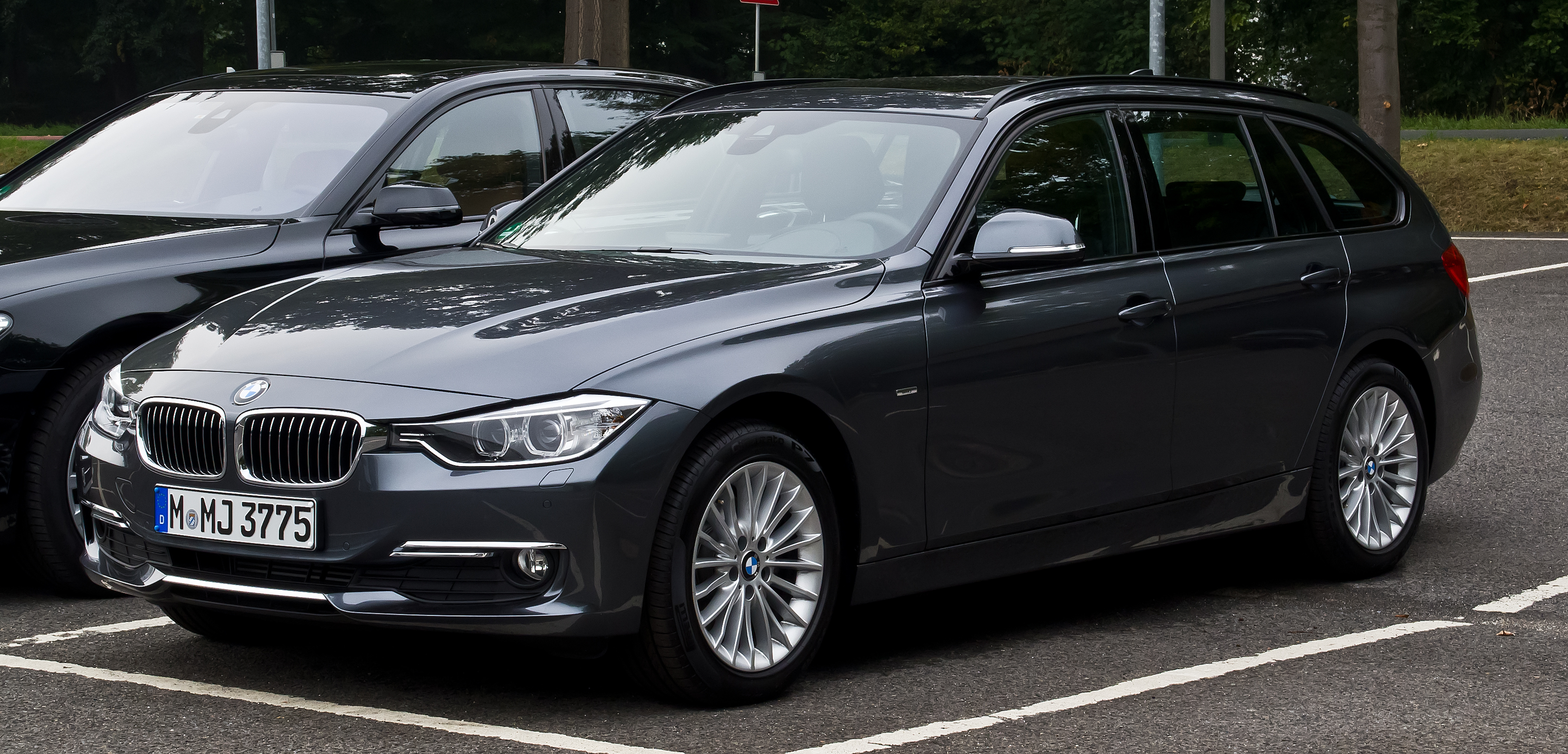
3系旅行车款（F31）

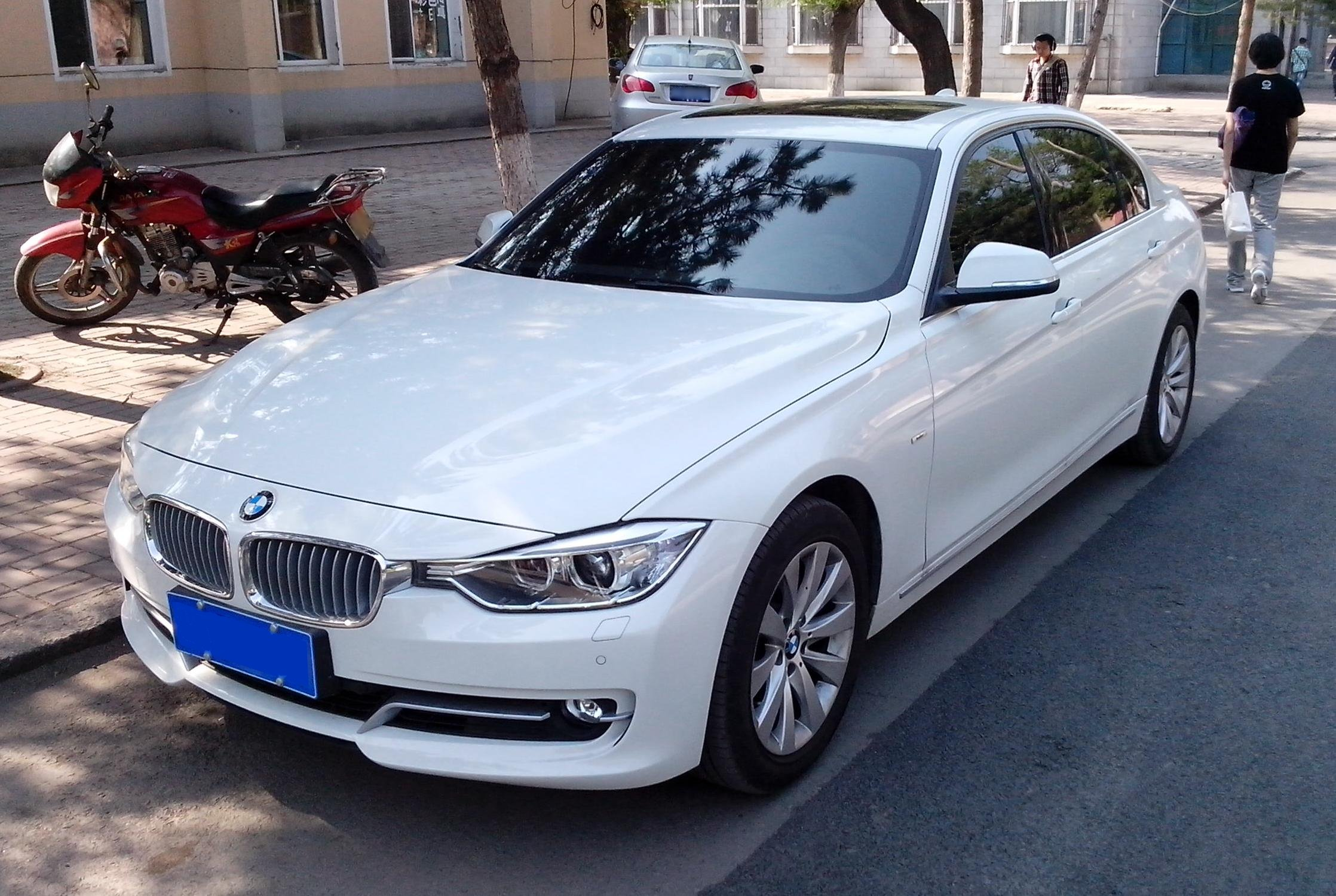
3系长轴距版（F35）

该型号的第一款车是作为四门轿车（F30）首先亮相于2012年的日内瓦车展，并自2012年2月投放市场。同年4月23日，专供中国市场的长轴距车款（F35）也在北京车展亮相。旅行车款（F31）则是自2012年8月起发售，尽管它早在同年5月13日就已在网上公布。实车也可在同年举办的莱比锡国际车展首次见到。
轿跑车款和敞篷车款是作为独立的系列（4系列）设计和开发，以体现其相较于轿车款和旅行车款的更高定位。它们是自2013年10月5日起发售，相应的，所有轿跑车款和敞篷车款都可提供基于M3的M-式衍生变体，被称为M4。
从该平台分离出去的1系（F20）早在2011年夏季末便已发售。

### 较上代车型的显著变化
- 所有提供的发动机均为涡轮增压发动机。以往提供的直列6缸（德语：Reihenmotor）汽油自然进气发动机皆由4缸（德语：Vierzylindermotor）涡轮增压发动机所取代。
- 提供与此前已在市面流通的1系列相类似的三种配置（运动版、风尚版及豪华版）。
- 以往提供的6速自动变速箱皆由采埃孚的8速手自一体变速箱所取代。
- iDrive系统（德语：Infotainmentsystem）现在可以不作为导航系统的一部分而成为标准配置。
- 侧方向灯被集成至外后视镜。
- 通过一个开关可对底盘和动力总成的特性施加影响。
- 有多项辅助系统，例如自动泊车辅助系统、车道偏离报警器、碰撞预警、后视摄像机、限速信息和全彩平视显示系统等，均可提供作为选配。

值得注意的是，F30从其前身车型降级的部件包括有将非侵入式、铰接气动行李箱支撑杆替换成了更为廉价的梗阻式鹅颈管铰链；以及减配了置于两个前照灯内的LED转向灯和尾部LED照明组（回归传统的钨丝灯泡）。这可能是基于这样的事实：即F30有几个不同类型的照明技术需要在2016年的改款周期时才作“升级”。

### 尺寸
相比起上一代的E90，F30的轿车款长度增加了近10厘米，轴距增加了约5厘米。为了加强行人保护，还额外对引擎盖的高度进行了重新设计。总体而言，后排乘客可获得多于15毫米的腿部空间和8毫米以上的头部空间。F30型还首次将3系列车辆的外后视镜间距增加至2000毫米以上。尽管新的3系列比前作车型更大、拥有更多的标配装备，但它的重量却更轻。例如，新的328i具有与原325i相同的重量，而新335i也比原335i轻了近40公斤。
| 尺寸参数             | 尺寸参数                                     | 尺寸参数                            |
| 单位                 | 轿车                                         | 旅行车                              |
| -------------------- | -------------------------------------------- | ----------------------------------- |
| 轴距                 | 2810 mm                                      | 2810 mm                             |
| 长度                 | 4624 mm                                      | 4624 mm                             |
| 宽度（含外后视镜）   | 2031 mm                                      | 2031 mm                             |
| 宽度（不含外后视镜） | 1811 mm                                      | 1811 mm                             |
| 前轮距               | 1543 mm (328i, 335i, 330d: 1531 mm)          | 1543 mm (328i, 335i, 330d: 1531 mm) |
| 后轮距               | 1583 mm (328i, 335i, 330d: 1572 mm)          | 1583 mm (328i, 335i, 330d: 1572 mm) |
| 高度                 | 1416 (320d EDE)/ 1429 mm (含12 mm的车顶天线) | 1429 mm                             |

#### 行李箱
轿车款的行李箱容量增加了约30升，达到480升。因此这一空间可以装入例如7个商用标准饮料箱或3个高尔夫球袋。承载梁的高度为66厘米。根据使用需求，用户可将椅背按比例放倒成40:20:40的直通装载系统。如果选配了可折叠的后排椅背，储存容量还可进一步增加至655升。通过与舒适进入功能的结合，用户在后保险杠中央下方抬一下脚，便可触发远程解锁和行李箱开启操作。安装在后保险杠不同高度的传感器用于检测试图开启行李箱的动作。
旅行车款的行李箱空间最小为495升（增加35升），最大则可达1500升。后排座椅可以像轿车款一样按比例折叠成40:20:40的空间。尾窗则沿袭了上一代的设计可独立开启。尾门的自动开启则已作为标准配置。承载梁的高度较轿车款略低，为62厘米。

## 设计

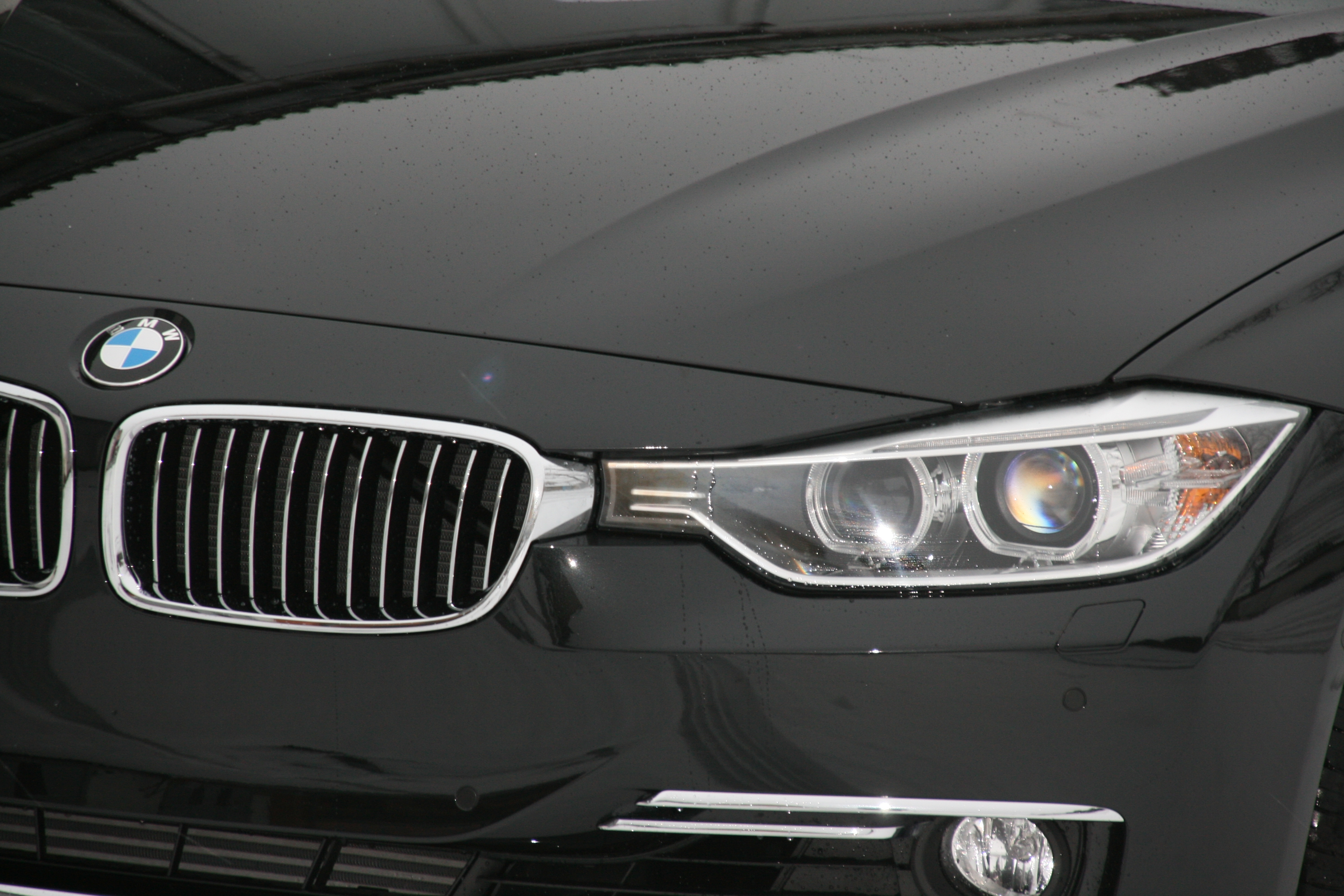
氙气大灯

在BMW设计总监阿德里安·范霍伊顿克的率领下，由克里斯托弗·威尔所设计的F30在所有层面上都较前作车型有所发展。其帚式发动机盖、短前悬以及长轴距的造型均与典型的上一代BMW类似。新BMW 3系列的前部和后部现在更为宽大（前/后分别增加了33/74毫米），并有一个略微前倾的双肾型进气格栅。矩形大灯一直延伸至进气格栅并交融于此，同时进气格栅显得更为醒目。外后视镜也集成了转向灯。尾灯则回归BMW传统的L型设计，被安置于后端的外缘。车舱内饰与E90相比则加强了以驾驶员为导向的设计理念，因此中控台向驾驶员一侧约有7度倾斜，方便读取信息和功能操作，前排结构布局为驾驶者巧妙地形成了一个包裹区域。以横向结构设置的仪表盘为独立式的iDrive显示器。增大的杯架现在被集成至中控台的变速杆前部。
旅行车款与轿车款在B柱之前的设计完全吻合。

## 配置

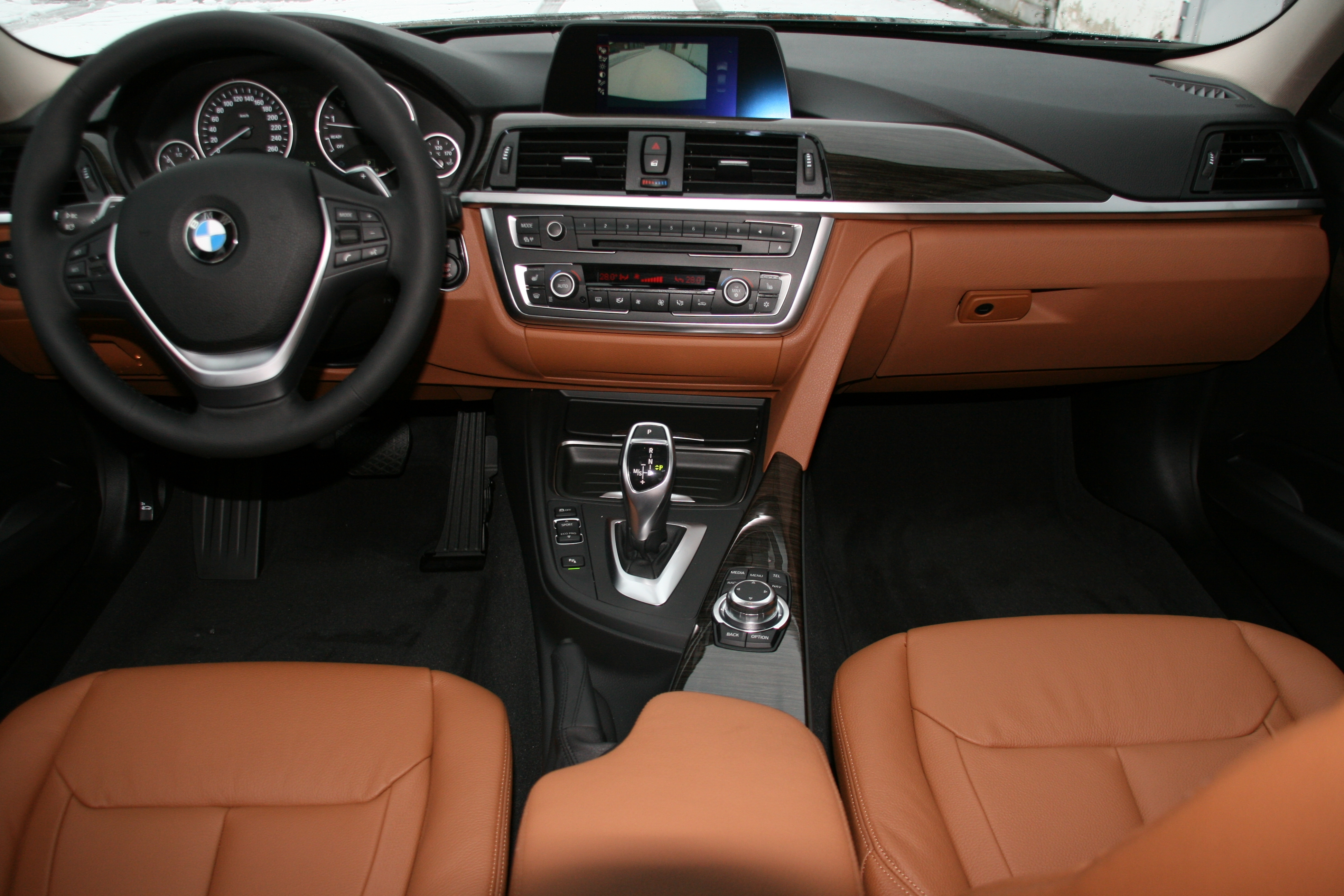
内饰

相较于上一代车型，F30的标准配置范围有了轻微的加强。因此自动空调现在成为了标准配置，并自2013年3月起可提供带USB接口的手机蓝牙免提和音乐播放功能。此外，除了一些诸如车道偏离报警或全彩平视显示系统外，更多的选配设施现在也可以应用在3系列（例如后排座椅加热）。而一些特殊的选配设施目前仍只适用于组合套装。例如巡航控制系统只能连同手机蓝牙免提系统和伺服式助力转向系统一起订购。

### 车漆
F30现行可提供的车身外漆颜色有：

普通漆：
| 雪山白 | 黑 |

金属漆：
| 矿石白   | 冰河银 | 宝石黑 | 哈瓦那灰 | 矿石灰               |
| 墨尔本红 | 帝王蓝 | 闪晶棕 | 水晶蓝   | 埃斯托蓝 (M运动套装) |

个性漆：
| 水晶黑 金属 | 月长石 金属 | 坦桑蓝 金属 | 烟水晶 金属 | 闪耀白 金属 |

### 配置标准
F30共有三种不同的配置等级可供选择（运动型、风尚型及豪华型）。这些差异主要体现在不同的外部特征和各自风格的内部设计元素。此外，标准配置的覆盖范围也较大。自2012年7月起，BMW还另外提供M运动套装。自2014年11月起，风尚版（内部标识为DNZCN）停产，因为这条生产线所接获的订单过少。其它三种版本则继续可选：
运动型的配置等级在内饰上是以红色色调彰显车辆的运动特性。因此在方向盘和衬垫上都配以相称的红色缝线。内饰条下方也有一条红色或黑色的光亮饰条。而外部的许多部件，例如外后视镜或前进气格栅，都采用光亮的黑色。运动版的其它配置还包括选配套装中的运动座椅。
豪华型应表现得更为传统。其内部配以胡桃木高级木饰及珠光镀铬装饰条。
风尚版看起来更为时尚。其内部也配有一些镀铬装饰条。外观设计上则在很多部件采用亚光铬。作为标准配置，其座椅包裹采用织物/皮革的组合。
M运动套装是自2012年5月起可供订购。在车身外漆上，用户可以选用该套装专属的颜色埃斯托蓝。其前、后裙板与其它版本有着明显差异。M运动套装的技术特点包括降低了10毫米的运动型悬挂系统（可单独购买），以及选配的、带有蓝色制动钳的“M运动刹车”。

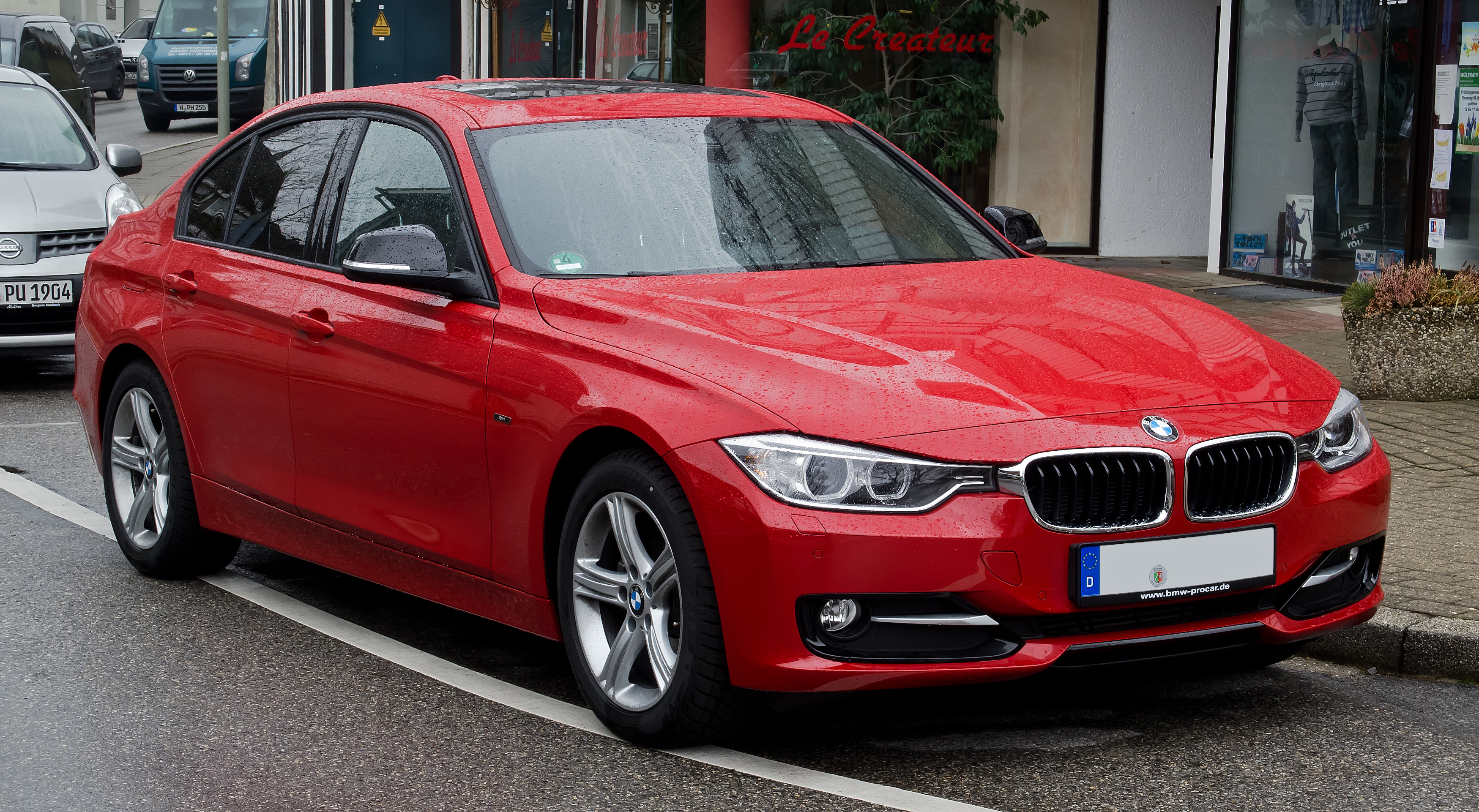
运动型
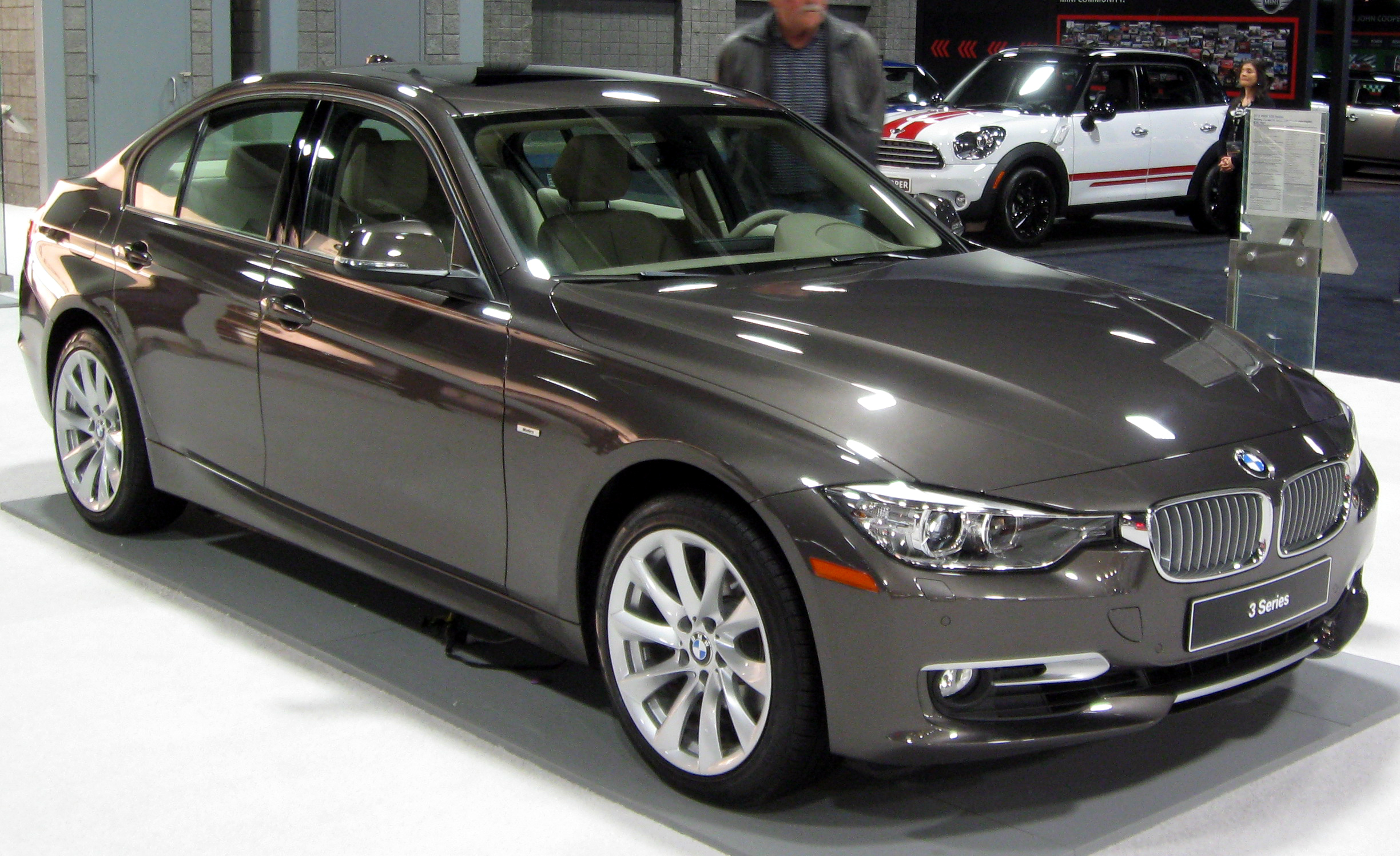
风尚型
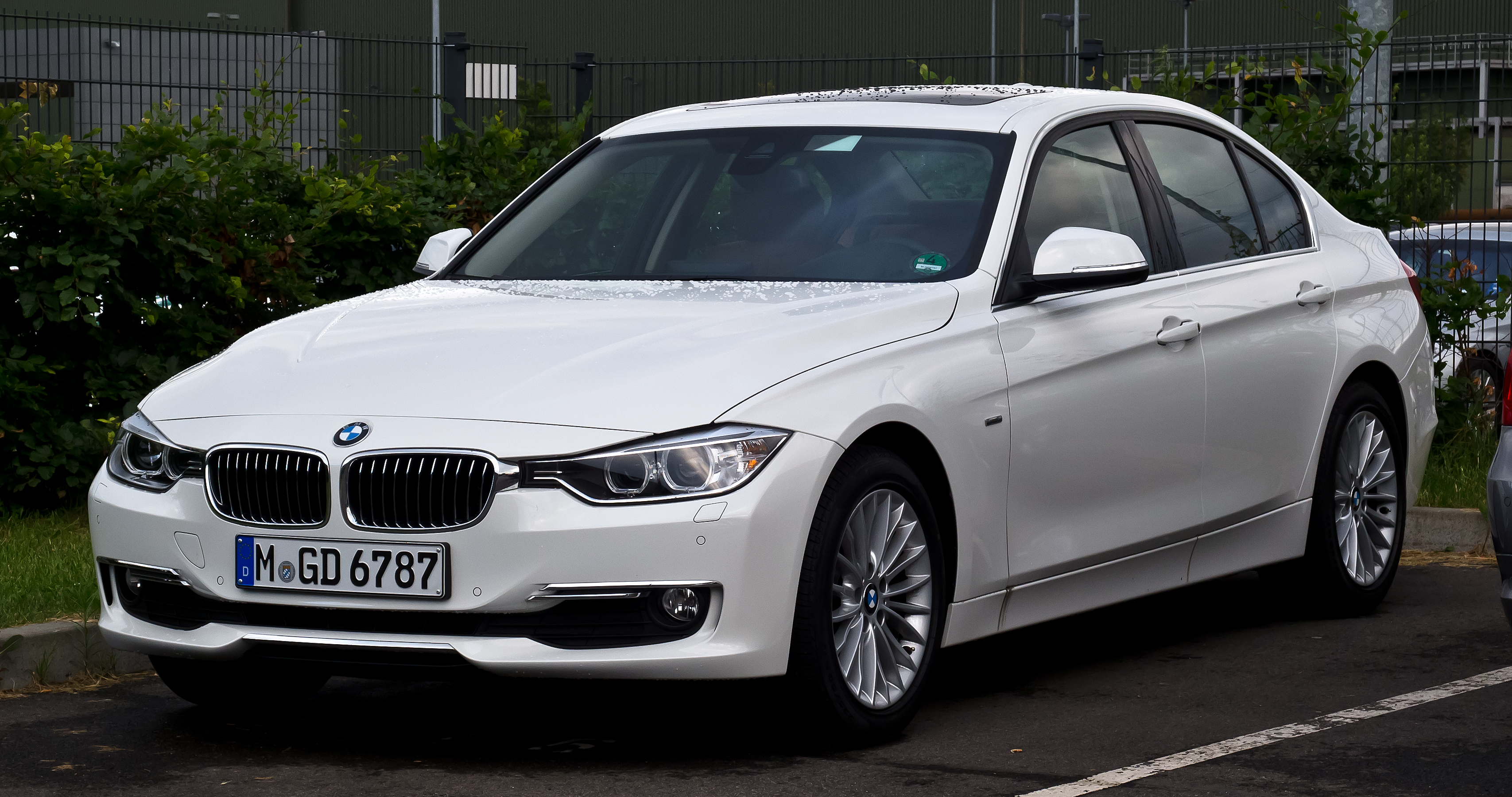
豪华型
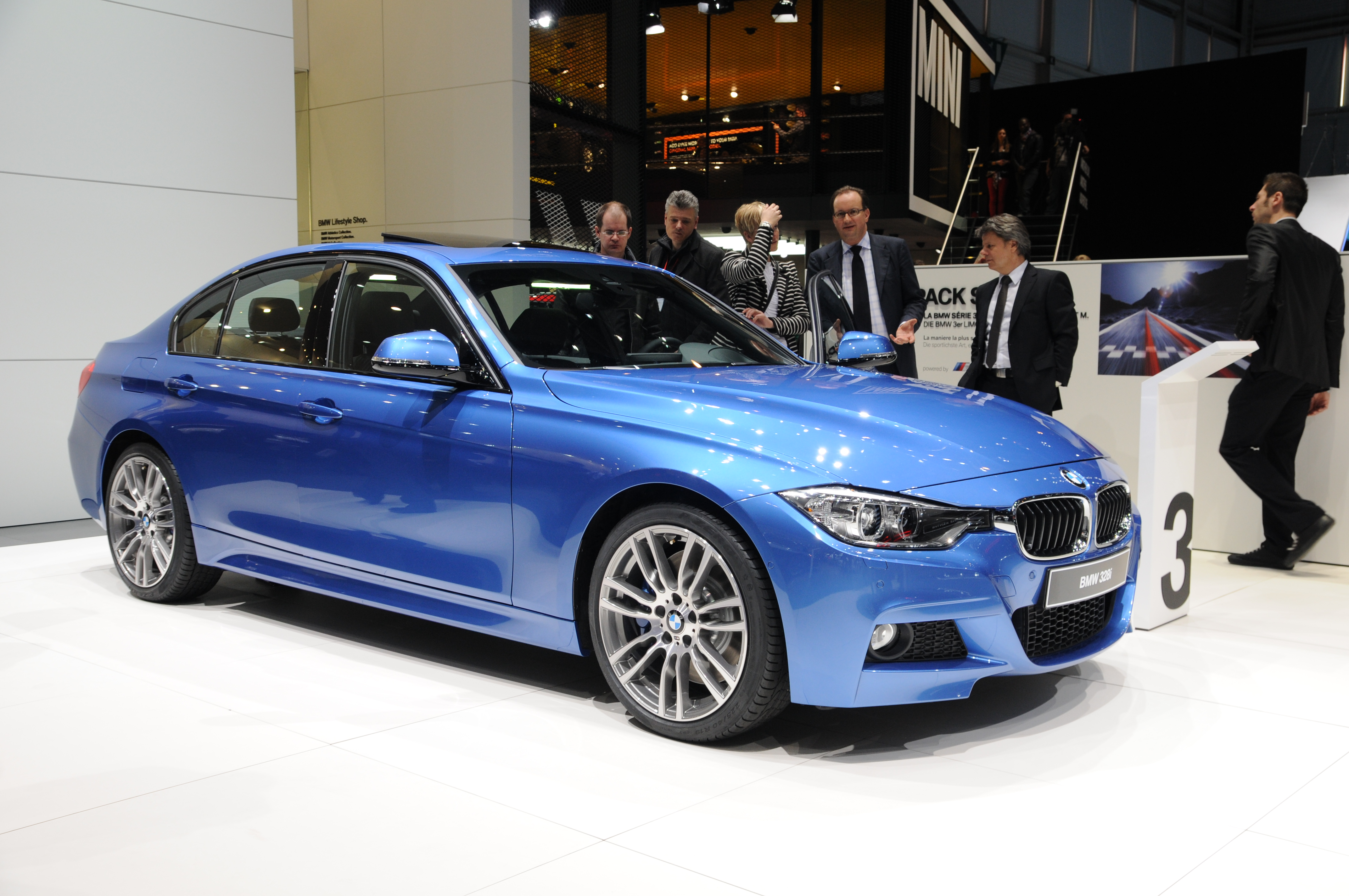
M运动套装

### 多媒体
3系列的标准配置提供带有6声道和AUX/IN连接的CD收音机（含MP3解码器）。它是通过集成在一台6.5或8.8寸的高分辨率显示屏内的iDrive系统进行运作。在驾驶位及副驾驶位各有一个重低音喇叭。而DVD换碟机、DAB调频器或是输出功率为600瓦的16声道（旅行车款为14声道）Harman/Kardon环绕音响系统则可供选配。通过特装的BMW Apps，iPhone用户还可以接收网络电台以及在车载电脑上显示Facebook或Twitter网文。此外，车内还可提供全面的互联网接入服务。专业级导航系统更是可提供模拟或数字信号的电视节目接收功能。

### 驾驶辅助系统
主动巡航控制系统采用雷达传感器保持一个预设的速度。若它与前方车辆的距离低于预设值，系统会自动降低发动机的输出功率并轻微制动。在此情况下，最大延时为4米/秒2。除了速度调整之外，如果需要突然减速，系统将使用警示音和可视信息向驾驶员发出警报。
平视显示系统将重要信息直接投射在风挡玻璃上，形成清晰易读的影像，使驾驶员无须将视线移开前方路面即可读取速度、导航提示等信息。
全景摄像机是通过车辆侧面和后面的道路区域摄像头（即顶视和后视摄像头）以及车头两侧区域的摄像头（侧视）进行记录，并显示在车内的屏幕上。这些摄像头分别设于外后视镜、行李箱盖和保险杠两侧。
此外，自动泊车辅助系统也可供使用。当车辆以35公里/小时车速行驶且距离路旁停驻的车辆不到1.5米时，BMW的超声波传感器会在控制显示屏上显示车辆驶过的每一个合适停车位。除加速和制动以外，驾驶员只需挑选其中一个显示的空间、挂入倒车档并将手移离方向盘，从而使系统接管转向操作进入停车位。
提供在线交通方位服务的实时路况信息作为BMW互联驾驶的创新式服务，配备有GPS的车流的驾驶数据以及移动电话的匿名移动概况，从而可以实时计算当前的交通数据，以优化行车路线。除了高速公路系统之外，实时交通信息还涵盖主要城市以及城际的相关道路街道。其原理与两个主要竞争对手的系统“TomTom高清交通”及“奥迪交通信息在线”相似。

## 技术

### 发动机

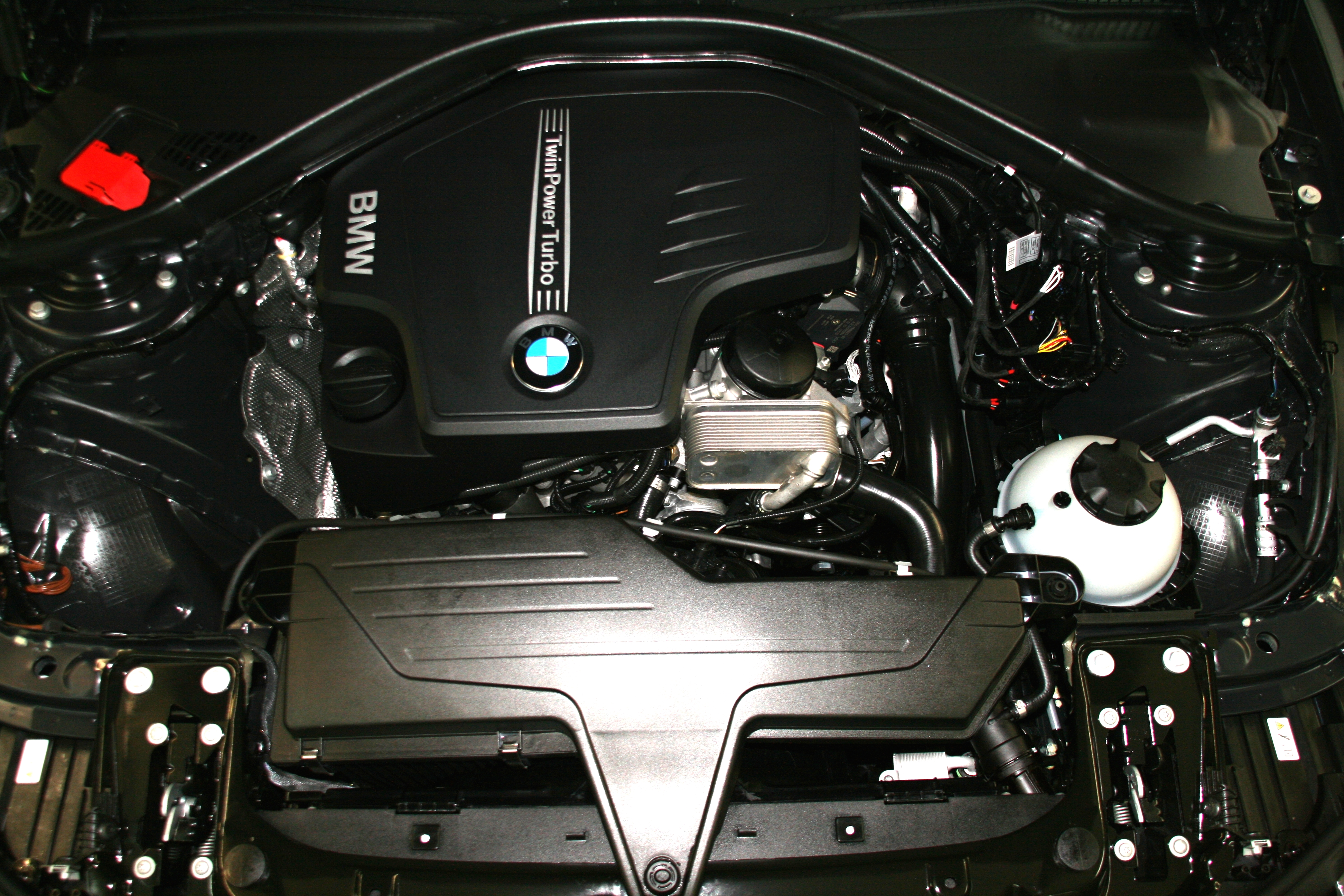
328i的发动机舱

顶级配置的335i使用与上一代车型E90相同的N55发动机。柴油发动机也大致维持不变，继续使用著名的直列四缸N47发动机。2012年3月，发动机阵容补充了另外3种动力（320i、316d、318d）款式。额定最大功率达190千瓦（258马力）的330d在2012年7月推出；而自2013年夏季起，335d也可应用于轿车款。此外在2012年夏天还拓展提供了316i及320i的高效动力版本。
自2012年11月起，混合动力版本的ActiveHybrid 3也投放市场。

#### 汽油发动机
汽油发动机是通过一个射流燃料噴射裝置（高精度直喷系统）和一个配备双涡管的单涡轮增压发动机进行工作。来自于325i或330i、不含涡轮增压器的6缸直列发动机N53被替换为2升排量、新的4缸涡轮增压发动机N20（320i/328i）。上一代所使用的4缸自然吸气发动机（N43）则被替换为与新的1系列（F20）相同的N13发动机。

##### 轿车款
|                                               | 316i                                           | 320i高效动力版                                 | 320i                                           | 328i                                           | 335i                                            |
| --------------------------------------------- | ---------------------------------------------- | ---------------------------------------------- | ---------------------------------------------- | ---------------------------------------------- | ----------------------------------------------- |
| 生产周期                                      | 自2012年11月                                   | 自2012年11月                                   | 自2012年2月                                    | 自2011年10月                                   | 自2011年10月                                    |
| 发动机                                        | 汽油发动机                                     | 汽油发动机                                     | 汽油发动机                                     | 汽油发动机                                     | 汽油发动机                                      |
| 发动机类型                                    | TwinPower TurboR4 带燃料噴射裝置 及Valvetronic | TwinPower TurboR4 带燃料噴射裝置 及Valvetronic | TwinPower TurboR4 带燃料噴射裝置 及Valvetronic | TwinPower TurboR4 带燃料噴射裝置 及Valvetronic | TwinPower Turbo R6 带燃料噴射裝置 及Valvetronic |
| 发动机型号                                    | N13B16                                         | N13B16                                         | N20B20                                         | N20B20                                         | N55B30                                          |
| 汽缸工作容积                                  | 1598 cm³                                       | 1598 cm³                                       | 1997 cm³                                       | 1997 cm³                                       | 2979 cm³                                        |
| 最大功率及转数                                | 100 kW (136 PS)/4400–6450                      | 125 kW (170 PS)/4800–6450                      | 135 kW (184 PS)/5000                           | 180 kW (245 PS)/5000–6500                      | 225 kW (306 PS)/5800–6400                       |
| 最大扭矩（牛米/转/秒）                        | 220 Nm/ 1350–4300/min                          | 250 Nm/ 1500–4500/min                          | 270 Nm/ 1250–4500/min                          | 350 Nm/ 1250–4800/min                          | 400 Nm/ 1200–5000/min                           |
| 变速箱（标配）                                | 6速手动变速箱                                  | 6速手动变速箱                                  | 6速手动变速箱                                  | 6速手动变速箱                                  | 6速手动变速箱                                   |
| 变速箱（选配）                                | 8速手自一体变速箱                              | 8速手自一体变速箱                              | 8速手自一体变速箱                              | 8速手自一体变速箱                              | 8速手自一体变速箱                               |
| 变速箱（选配）                                | 8速运动型变速箱                                | 8速运动型变速箱                                | 8速运动型变速箱                                | 8速运动型变速箱                                | 8速运动型变速箱                                 |
| 驱动方式（标配）                              | 后轮驱动                                       | 后轮驱动                                       | 后轮驱动                                       | 后轮驱动                                       | 后轮驱动                                        |
| 驱动方式（选配）                              | –                                              | –                                              | 四轮驱动（xDrive）                             | 四轮驱动（xDrive）                             | 四轮驱动（xDrive）                              |
| 加速（秒） 由0至100公里/小时                  | 8.9 [9.1]                                      | 7.6                                            | 7.3 [7.6]                                      | 5.9 [6.1]                                      | 5.5 [5.2] (5.3 [5.0])                           |
| 最高车速（公里/小时）                         | 210                                            | 230                                            | 235 [233]                                      | 250 [250]                                      | 250 [250]                                       |
| 油耗 （根据ECE的循环行驶， 结合至升/100公里） | 5.8–5.9 [5.8–5.9]                              | 5.3 [5.4]                                      | 6.1–6.3 [5.9–6.0] (6.5–6.8 [6.4–6.8])          | 6.4 [6.3] (6.9 [6.7])                          | 7.9 [7.2] (8.2 [7.6])                           |
| 碳排量， 结合至克/公里                        | 134–137 [134–137]                              | 124 [127]                                      | 144–147 [138–141] (152–159 [149–158])          | 149 [147] (162 [157])                          | 186 [169] (193 [178])                           |
| 排放等级                                      | Euro 5                                         | Euro 5                                         | Euro 5                                         | Euro 5                                         | Euro 5                                          |
| 能效等级                                      | C                                              | B                                              | C [B ]                                         | C [C]                                          | E [D]                                           |
| 油箱容积（升）                                | 60                                             | 60                                             | 60                                             | 60                                             | 60                                              |

- [ ]号内的数值适用于自动变速器。
- ( )号内的数值适用于带xDrive的版本。

1. 1 2  双涡轮增压器 （双涡管单涡轮增压发动机）
2. 1 2  取决于所选轮胎
3. ↑  由标配改装的轮胎：C

##### 旅行车款
|                                               | 316i                                           | 320i                                           | 328i                                           | 335i                                            |
| --------------------------------------------- | ---------------------------------------------- | ---------------------------------------------- | ---------------------------------------------- | ----------------------------------------------- |
| 生产周期                                      | 自2013年3月                                    | 自2012年11月                                   | 自2012年5月                                    | 自2013年3月                                     |
| 发动机                                        | 汽油发动机                                     | 汽油发动机                                     | 汽油发动机                                     | 汽油发动机                                      |
| 发动机类型                                    | TwinPower TurboR4 带燃料噴射裝置 及Valvetronic | TwinPower TurboR4 带燃料噴射裝置 及Valvetronic | TwinPower TurboR4 带燃料噴射裝置 及Valvetronic | TwinPower Turbo R6 带燃料噴射裝置 及Valvetronic |
| 发动机型号                                    | N13B16                                         | N20B20                                         | N20B20                                         | N55B30                                          |
| 汽缸工作容积                                  | 1598 cm³                                       | 1997 cm³                                       | 1997 cm³                                       | 2979 cm³                                        |
| 最大功率及转数                                | 100 kW (136 PS)/4400–6450                      | 135 kW (184 PS)/5000                           | 180 kW (245 PS)/5000–6500                      | 225 kW (306 PS)/5800–6000                       |
| 最大扭矩 （牛米/转/秒）                       | 220 Nm bei 1350–4300/min                       | 270 Nm bei 1250–4500/min                       | 350 Nm bei 1250–4800/min                       | 400 Nm bei 1200–5000/min                        |
| 变速箱（标配）                                | 6速手动变速箱                                  | 6速手动变速箱                                  | 6速手动变速箱                                  | 6速手动变速箱                                   |
| 变速箱（选配）                                | 8速手自一体变速箱                              | 8速手自一体变速箱                              | 8速手自一体变速箱                              | 8速手自一体变速箱                               |
| 变速箱（选配）                                | 8速运动型变速箱                                | 8速运动型变速箱                                | 8速运动型变速箱                                | 8速运动型变速箱                                 |
| 驱动方式（标配）                              | 后轮驱动                                       | 后轮驱动                                       | 后轮驱动                                       | 后轮驱动                                        |
| 驱动方式（选配）                              | –                                              | 四轮驱动（xDrive）                             | 四轮驱动（xDrive）                             | 四轮驱动（xDrive）                              |
| 加速（秒） 由0至100公里/小时                  | 9。4 [9.3]                                     | 7.5 [7.5]                                      | 6.0 [6.0]                                      | 5.5 [5.2] (- [5.1])                             |
| 最高车速（公里/小时）                         | 210                                            | 233 [228]                                      | 250 [250]                                      | 250 [250]                                       |
| 油耗 （根据ECE的循环行驶， 结合至升/100公里） |                                                |                                                |                                                |                                                 |
| 碳排量， 结合至克/公里                        |                                                |                                                |                                                |                                                 |
| 排放等级                                      | Euro 5                                         | Euro 5                                         | Euro 5                                         | Euro 5                                          |
| 能效等级                                      | C                                              | C [B ]                                         | C [C]                                          | E [D]                                           |
| 油箱容积（升）                                | 60                                             | 60                                             | 60                                             | 60                                              |

- [ ]号内的数值适用于自动变速器。
- ( )号内的数值适用于带xDrive的版本。

1. 1 2  双涡轮增压器 （双涡管单涡轮增压发动机）
2. 1 2  取决于所选轮胎
3. ↑  由标配改装的轮胎：C

#### 混合动力
|                                               | Active Hybrid 3                                   |
| --------------------------------------------- | ------------------------------------------------- |
| 生产周期                                      | 自2012年11月                                      |
| 发动机                                        | 汽油发动机 + 电力发动机                           |
| 发动机类型                                    | R6 涡轮增压器带燃料噴射裝置及Valvetronic + 电动机 |
| 发动机型号                                    | N55B30                                            |
| 汽缸工作容积                                  | 2979 cm³                                          |
| 系统功率及转数                                | 250 kW (340 PS)/ 5800–6000                        |
| 内燃机功率及转数                              | 235 kW (306 PS) bei 5800–6000                     |
| 电动机功率                                    | 40 kW (54 PS)                                     |
| 最大扭矩                                      | 450 Nm bei 1200–5000/min                          |
| 内燃机扭矩                                    | 400 Nm bei 1200–5000/min                          |
| 电动机扭矩                                    | 210 Nm                                            |
| 变速箱（标配）                                | 8速手自一体变速箱                                 |
| 驱动方式（标配）                              | 后轮驱动                                          |
| 驱动方式（选配）                              | —                                                 |
| 加速（秒） 由0至100公里/小时                  | 5.3                                               |
| 最高车速（公里/小时）                         | 250 （电子限速）                                  |
| 油耗 （根据ECE的循环行驶， 结合至升/100公里） | 5.9                                               |
| 碳排量， 结合至克/公里                        | 139                                               |
| 排放等级                                      | Euro 5                                            |

#### 柴油发动机
柴油车型均配备了碳微粒滤清器。对于320d高效动力版和非全轮驱动的320d，可自2012年3月起使用蓝效滤清器（Blue-Performance-Filter），它通过一个催化转换器降低氮氧化物的排放，并因此符合欧洲6号排放标准。

##### 轿车款
|                                               | 316d                                       | 318d                                       | 320d高效动力版                             | 320d （328d美国版）                        | 325d                                            | 330d                                       | 335d                                            |
| --------------------------------------------- | ------------------------------------------ | ------------------------------------------ | ------------------------------------------ | ------------------------------------------ | ----------------------------------------------- | ------------------------------------------ | ----------------------------------------------- |
| 生产周期                                      | 自2012年2月                                | 自2012年2月                                | 自2011年10月                               | 自2011年10月                               | 自2012年7月                                     | 自2013年7月                                |                                                 |
| 发动机                                        | 柴油发动机                                 | 柴油发动机                                 | 柴油发动机                                 | 柴油发动机                                 | 柴油发动机                                      | 柴油发动机                                 | 柴油发动机                                      |
| 发动机类型                                    | R4 涡轮增压器带可变涡轮几何 及共轨直喷装置 | R4 涡轮增压器带可变涡轮几何 及共轨直喷装置 | R4 涡轮增压器带可变涡轮几何 及共轨直喷装置 | R4 涡轮增压器带可变涡轮几何 及共轨直喷装置 | R4 双层涡轮增压器 带可变涡轮几何 及共轨直喷装置 | R6 涡轮增压器带可变涡轮几何 及共轨直喷装置 | R6 双层涡轮增压器 带可变涡轮几何 及共轨直喷装置 |
| 发动机型号                                    | N47D20                                     | N47D20                                     | N47D20                                     | N47D20                                     | N47D20                                          | N57D30                                     | N57D30                                          |
| 汽缸工作容积                                  | 1995 cm³                                   | 1995 cm³                                   | 1995 cm³                                   | 1995 cm³                                   | 1995 cm³                                        | 2993 cm³                                   | 2993 cm³                                        |
| 最大功率及转数                                | 85 kW (116 PS)/4000                        | 105 kW (143 PS)/4000                       | 120 kW (163 PS)/4000                       | 135 kW (184 PS)/4000                       | 160 kW (218 PS)/4400                            | 190 kW (258 PS)/4000                       | 230 kW (313 PS)/4400                            |
| 最大扭矩（牛米/转/秒）                        | 260 Nm / 1750–2500/min                     | 320 Nm / 1750–2500min                      | 380 Nm / 1750–2750/min                     | 380 Nm / 1750–2750/min                     | 450 Nm / 1500–2500/min                          | 560 Nm / 1500–3000/min                     | 630 Nm / 1500–2500/min                          |
| 变速箱（标配）                                | 6速手动变速箱                              | 6速手动变速箱                              | 6速手动变速箱                              | 6速手动变速箱                              | 6速手动变速箱                                   | 8速手自一体变速箱                          | 8速手自一体变速箱                               |
| 变速箱（选配）                                | 8速手自一体变速箱                          | 8速手自一体变速箱                          | 8速手自一体变速箱                          | 8速手自一体变速箱                          | –                                               | –                                          | –                                               |
| 驱动方式（标配）                              | 后轮驱动                                   | 后轮驱动                                   | 后轮驱动                                   | 后轮驱动                                   | 后轮驱动                                        | 后轮驱动                                   | 四轮驱动 (xDrive)                               |
| 驱动方式（选配）                              | –                                          | 四轮驱动 (xDrive)                          | –                                          | 四轮驱动 (xDrive)                          | –                                               | 四轮驱动 (xDrive)                          | –                                               |
| 加速（秒） 由0至100公里/小时                  | 10.9 [11.3]                                | 9.1 [9.3]                                  | 8.0 [7.9]                                  | 7.5 [7.4]                                  | 6.8 [6.6]                                       | [5.6]                                      | [4.8]                                           |
| 最高车速（公里/小时）                         | 202 [202]                                  | 210 [210]                                  | 230 [225]                                  | 235 [230]                                  | 245                                             | [250]                                      | [250]                                           |
| 油耗 （根据ECE的循环行驶， 结合至升/100公里） | 4.3–4.5 [4.4]                              | 4.4–4.5 [4.4–4.5]                          | 4.1 [4.1]                                  | 4.5–4.6 [4.4–4.5] (4.8–4.9 [4.7–4.8])      | 4.9                                             | [4.9] ([5.2])                              | [5.4]                                           |
| 碳排量， 结合至克/公里                        | 114–118 [116–117]                          | 116–118 [117–118]                          | 109 [109]                                  | 119–120 [117–118] (127–128 [124–125])      | 129                                             | [129] ([137])                              | [143]                                           |
| 排放等级                                      | Euro 5                                     | Euro 5                                     | Euro 5                                     | Euro 5                                     | Euro 5                                          | Euro 5                                     |                                                 |
| 能效等级                                      | A [A]                                      | A [A]                                      | A [A]                                      | A [A]                                      | B                                               | [A] ([B])                                  | [B]                                             |
| 油箱容积（升）                                | 57                                         | 57                                         | 57                                         | 57                                         | 57                                              | 57                                         |                                                 |

- [ ]号内的数值适用于自动变速器。
- ( )号内的数值适用于带xDrive的版本。

1. 1 2  取决于所选轮胎
2. ↑  带蓝效滤清器的为Euro 6；不含四轮驱动款

##### 旅行车款
|                                               | 316d                                       | 318d                                       | 320d高效动力版                             | 320d                                       | 325d                                            | 330d                                       |
| --------------------------------------------- | ------------------------------------------ | ------------------------------------------ | ------------------------------------------ | ------------------------------------------ | ----------------------------------------------- | ------------------------------------------ |
| 生产周期                                      | 自2012年11月                               | 自2012年11月                               | 自2013年4月                                | 自2012年5月                                | 自2013年4月                                     | 自2012年5月                                |
| 发动机                                        | 柴油发动机                                 | 柴油发动机                                 | 柴油发动机                                 | 柴油发动机                                 | 柴油发动机                                      | 柴油发动机                                 |
| 发动机类别                                    | R4 涡轮增压器带可变涡轮几何 及共轨直喷装置 | R4 涡轮增压器带可变涡轮几何 及共轨直喷装置 | R4 涡轮增压器带可变涡轮几何 及共轨直喷装置 | R4 涡轮增压器带可变涡轮几何 及共轨直喷装置 | R4 双级涡轮增压器 带可变涡轮几何 及共轨直喷装置 | R6 涡轮增压器带可变涡轮几何 及共轨直喷装置 |
| 发动机型号                                    | N47D20                                     | N47D20                                     | N47D20                                     | N47D20                                     | N47D20                                          | N57D30                                     |
| 汽缸工作容积                                  | 1995 cm³                                   | 1995 cm³                                   | 1995 cm³                                   | 1995 cm³                                   | 1995 cm³                                        | 2993 cm³                                   |
| 最大功率及转数                                | 85 kW (116 PS)/4000                        | 105 kW (143 PS)/4000                       | 120 kW (163 PS)/4000                       | 135 kW (184 PS)/4000                       | 160 kW (218 PS)/4400                            | 190 kW (258 PS)/4000                       |
| 最大扭矩（牛米/转/秒）                        | 260 Nm / 1750–2500/min                     | 320 Nm / 1750–2500min                      | 380 Nm / 1750–2750/min                     | 380 Nm / 1750–2750/min                     | 450 Nm / 1500–2500/min                          | 560 Nm / 1500–3000/min                     |
| 变速箱（标配）                                | 6速手动变速箱                              | 6速手动变速箱                              | 6速手动变速箱                              | 6速手动变速箱                              | 6速手动变速箱                                   | 8速手自一体变速箱                          |
| 变速箱（选配）                                | 8速手自一体变速箱                          | 8速手自一体变速箱                          | 8速手自一体变速箱                          | 8速手自一体变速箱                          | –                                               | –                                          |
| 驱动方式（标配）                              | 后轮驱动                                   | 后轮驱动                                   | 后轮驱动                                   | 后轮驱动                                   | 后轮驱动                                        | 后轮驱动                                   |
| 驱动方式（选配）                              | –                                          | –                                          | –                                          | 四轮驱动 (xDrive)                          | –                                               | 四轮驱动 (xDrive)                          |
| 加速（秒） 由0至100公里/小时                  | 11.2 [11.1]                                | 9.2 [9.2]                                  | 8.3 [8.5]                                  | 7.7 [7.6] (7.8 [7.7])                      | 6.9                                             | [5.6] ([5.4])                              |
| 最高车速（公里/小时）                         | 200 [198]                                  | 210 [210]                                  | 222 [222]                                  | 230 [226] (228 [222])                      | 238                                             | [250] ([250])                              |
| 油耗 （根据ECE的循环行驶， 结合至升/100公里） | 4.7 [4.5]                                  | 4.7 [4.5]                                  | 4.3 [4.3]                                  | 4.7 [4.6] (4.9 [4.9])                      | 5.1                                             | [5.1] ([5.4])                              |
| 碳排量， 结合至克/公里                        | 119–124                                    | 119–124                                    | 112 [112]                                  | 124 [122] (129 [129])                      | 134                                             | [135] ([142])                              |
| 排放等级                                      | Euro 5                                     | Euro 5                                     | Euro 5                                     | Euro 5                                     | Euro 5                                          | Euro 5                                     |
| 能效等级                                      | A                                          | A                                          | A+ [A+]                                    | A                                          | B                                               | A (B)                                      |
| 油箱容积（升）                                | 57                                         | 57                                         | 57                                         | 57                                         | 57                                              | 57                                         |

- [ ]号内的数值适用于自动变速器。
- ( )号内的数值适用于带xDrive的版本。

1. 1 2  取决于所选轮胎
2. ↑  带蓝效滤清器的为Euro 6；不含四轮驱动款
3. 1 2  由标配改装的轮胎：B

### 变速箱
标准配置提供一个6速手动变速箱，选配则提供由采埃孚生产的8速手自一体变速箱。两种类型的变速箱均支持发动机节能启停功能。

### 驾驶调节
通过中控台上的驾驶体验开关，可以对发动机特性、车辆稳定性控制、转向性能以及自动变速箱的换挡程序和换挡动力进行改变。它共设有舒适、运动和节能模式可供选择。在一些特定的选配套件内还可提供一个运动+模式。如果选择了选配的自适应悬架组件，则还可以对避震器性能施加影响。
搭载了专业级导航系统的车辆，其实时发动机功率和扭矩数值会在中控台的屏幕上显示。

### 转向装置
所有版本均提供电动助力转向系统作为标准配置。选配包则可提供伺服式助力转向系统或可变运动型转向系统。它们在转向系统内对转向齿轮比的调整是取决于转向轮转动来变化的。在低速状态下，最高可以减少25%的方向盘转动角度即可达到同样的前轮转动角度。相应的转向比是通过纯机械的可变比转向齿条实现的。

### 底盘
除了标配的悬架外，还有M运动悬架和自适应悬架可供选配，为此车辆悬架下调了约10毫米。自适应悬架可以经由避震器控制来改变底盘的特性。其轴重分配为50:50。车辆采用双球节弹簧减震支柱前桥。其支柱、横向导臂及摆动轴承均由铝材制成。后轮则采用五连杆悬架。作为标配，所有车型都配备了后轮驱动，部分车型也可额外付费装配全轮驱动。

### 刹车
所有328i/330d（含全轮驱动）及以下配置的车型均安装有330x24mm的前刹车盘，它包含有铝合金刹车钳及1个活塞浮式刹车钳（活塞直径为57mm）。后刹车盘的尺寸则为300x20mm，包含有铸铁刹车钳及活塞直径为42mm的1个活塞浮式刹车钳。动力最强的车型335i(X)和335dX则配备有“小型”的M运动刹车。其中前刹车盘的尺寸为330x20mm，包含铝合金刹车钳及4个活塞浮式刹车钳（活塞直径为40mm）。后刹车盘的尺寸为330x20mm，包含铸铁刹车钳及活塞直径为42mm的1个活塞浮式刹车钳。
在选配方面，提供有完整的M运动刹车（蓝色刹车钳）可选。这包括前轴带有4个活塞刹车钳的铝合金固定刹车钳以及后轴尺寸更大、带有2个活塞刹车钳的轻量化刹车盘。所有其他车型的刹车盘均“仅为”340mm。而对于BMW18寸或以上尺寸的轮毂而言，则需要直径大于340mm的刹车盘。

## 安全
BMW F30除了装备有带紧急制动辅助系统的ABS、弯道制动控制和五座3点式安全带外，还有带牵引力控制系统（即BMW动态稳定系统，简称DSC或DTC）的ESP，以及六个安全气囊。为了在强制动时获得更佳的可视性，刹车灯会采取闪烁照明。而为了提高行人安全，保险杠支架和保险杠饰板之间还安装了缓冲器。这是为了降低腿部在冲击中所受到的伤害。发动机盖也包含有变形件，以吸收碰撞能量。
相比起上一代车型，车身的刚性已增加约10%。
儿童安全座椅仅可以安装在后座的外侧位。此外，还有Isofix固定装置可供使用。对于副驾驶位可以付费选配一个可关断的安全气囊。后座的侧安全气囊则如同驾驶位的膝部安全气囊是不提供的。
可付费选配的还包括车道偏离报警和碰撞报警。然而它们在驾驶过程中不会进行任何干预（反向转向或刹车）。此外，F30标配的还有“主动保护系统”。这套系统在车辆时速超过18公里时就会启动，开始自动收紧安全带。如果出现危急的行驶状态，系统会紧固前排安全带，关闭侧窗和天窗。如果不可避免地要发生碰撞，系统会借助前置摄像头或雷达自动辨别驾驶者的紧急刹车或转向过度/不足，并对车辆进行全力制动，而无需驾驶者采取任何操作，来避免可能的二次碰撞伤害。

## 召回
2012年7月13日，德国联邦机动车驾驶局宣布召回包括BMW 1系列、3系列、X1以及Z4在内的部分车辆，受影响的主要为2007年至2012年间生产的车辆。这是由于在电子助力转向系统（Electronic Power Steering, EPS）中的控制电子元件发生故障，并会导致助力转向失灵。
2013年10月1日，BMW又在全球范围内召回包括1系列、3系列、5系列、X1、X3以及Z4在内的共约173,000辆车，其中包括在德国境内的约6,000辆车。受影响的主要为2012年至2013年间生产的车辆。这是由于四缸汽油发动机内的凸轮轴问题可能使润滑油供给至真空泵中断，从而造成失灵并可因此导致助力制动故障。

## 环保

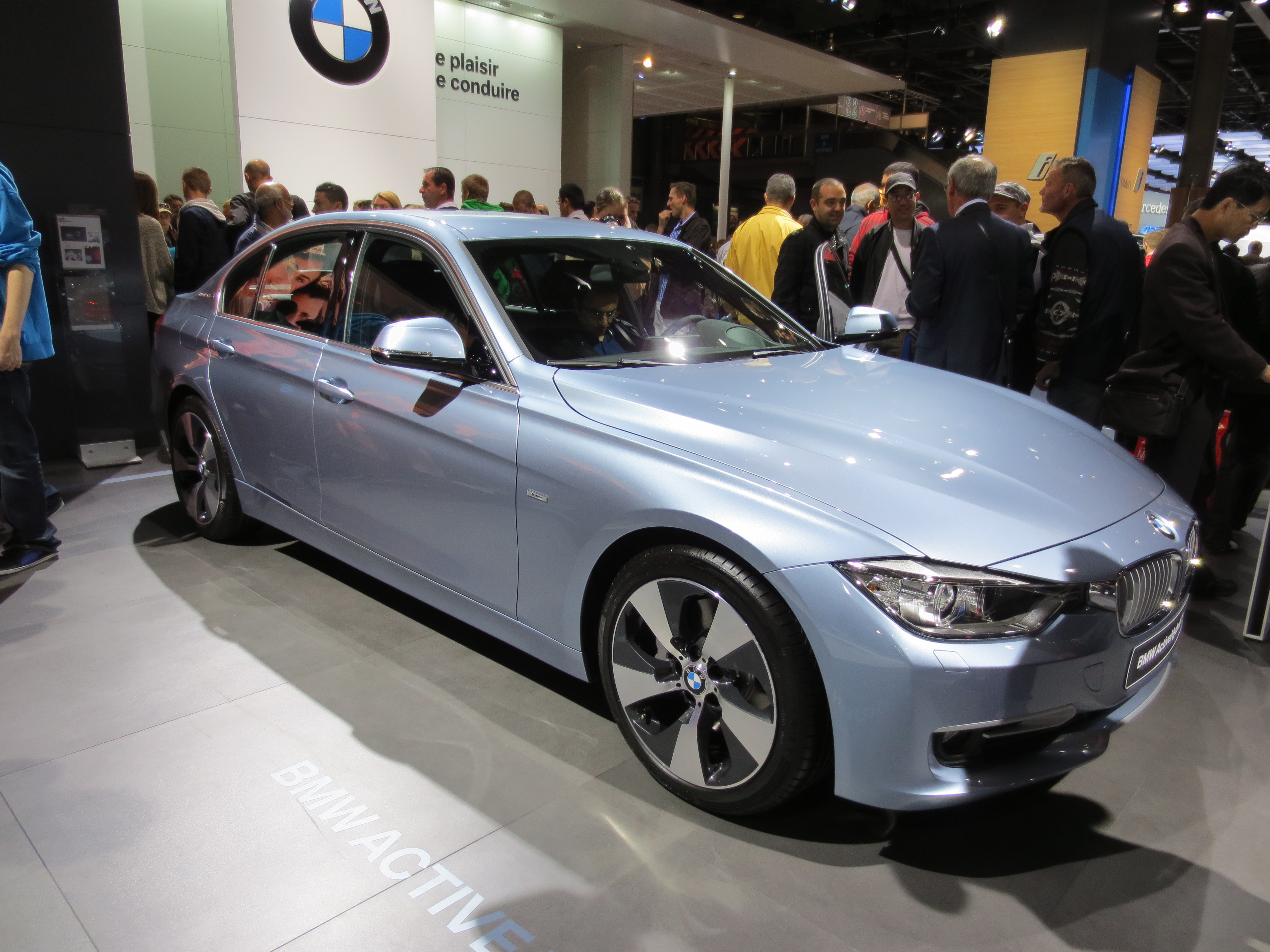
BMW ActiveHybrid 3于巴黎汽车展

“BMW高效动力”是一个由多项技术创新相结合的术语，可导致更少的耗油消耗和尾气排放量，并提升驾驶性能。此外，3系列还具有节能操纵模式。在这里，省油的操纵模式可通过驱动控制进行调节，并支持对空调设备、外后视镜加热和座椅加热的操作。此外，F30的风阻系数下降至仅为0.26。左、右两侧的进气口外缘也很小，所谓的“一体式空气幕”通过两个垂直的进气口沿着前轮罩对气流进行导向。因此，在加速时，气流会环绕着车轮的外侧形成一层“气幕”。该空气幕可减少乱流并减小阻力，从而降低油耗。
F30的所有发动机均满足欧洲五号排放标准和美国零排放车辆二号标准。搭载高效动力变体的320d还可以进一步降低能耗和提高动力。而选用蓝效滤清器的车辆更是满足了欧洲六号排放标准。

### 
自2012年11月24日起，全混合动力版本的F30上市。ActiveHybrid 3搭载了与335i的相同的六缸汽油发动机并结合了一台功率为40千瓦电动机。车辆的最大功率为250千瓦（340匹马力）。最大扭矩则为450牛顿米。根据ECE循环行驶的综合油耗为每百公里5.9升。纯电动模式下的最大续航里程为4公里，最高车速为75公里/小时。当最高车速达160公里/小时以上时，汽油发动机还可得到额外的电动支持。
由于锂电池是置于行李箱下方，因此行李舱容积从460升降低至390升。

## 高级跑车款（F34）

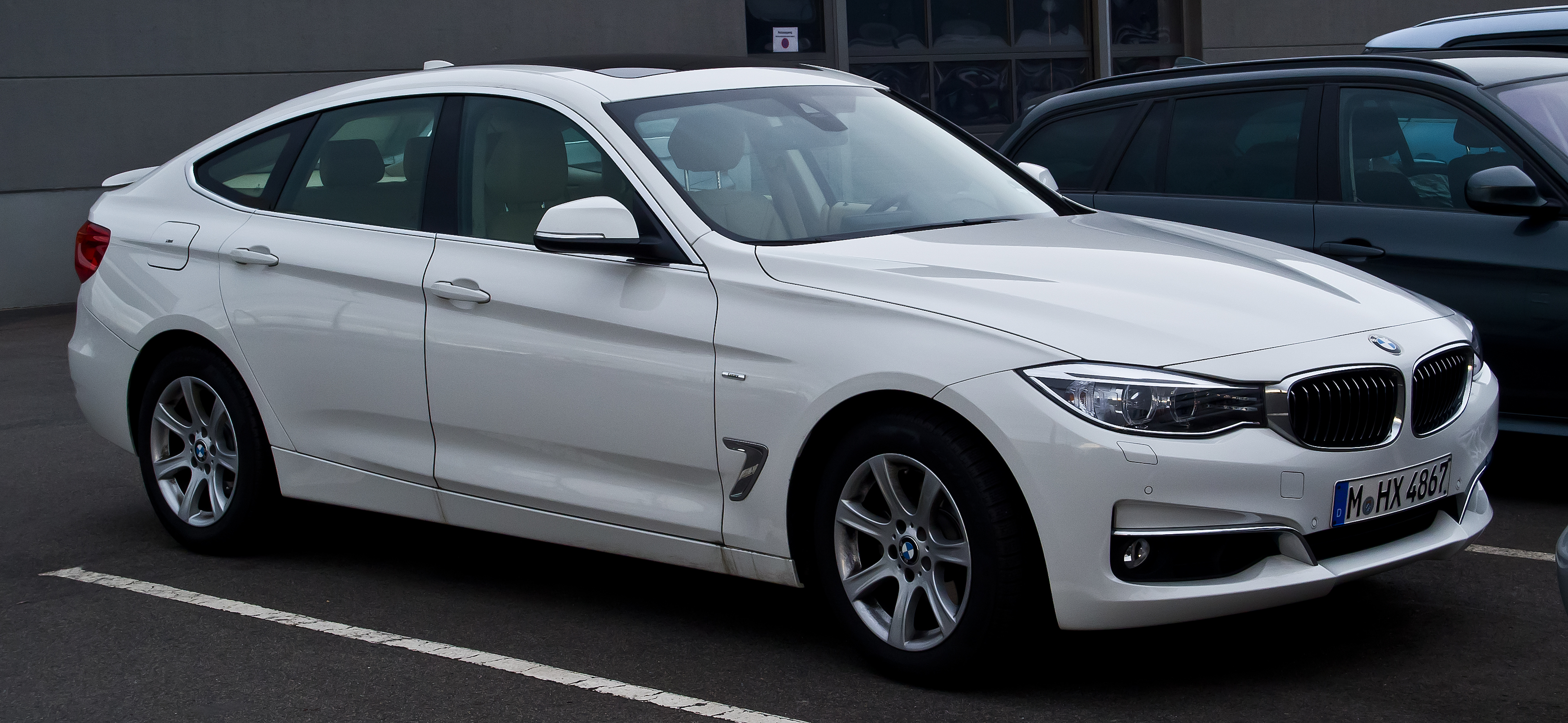
BMW 3系列 GT

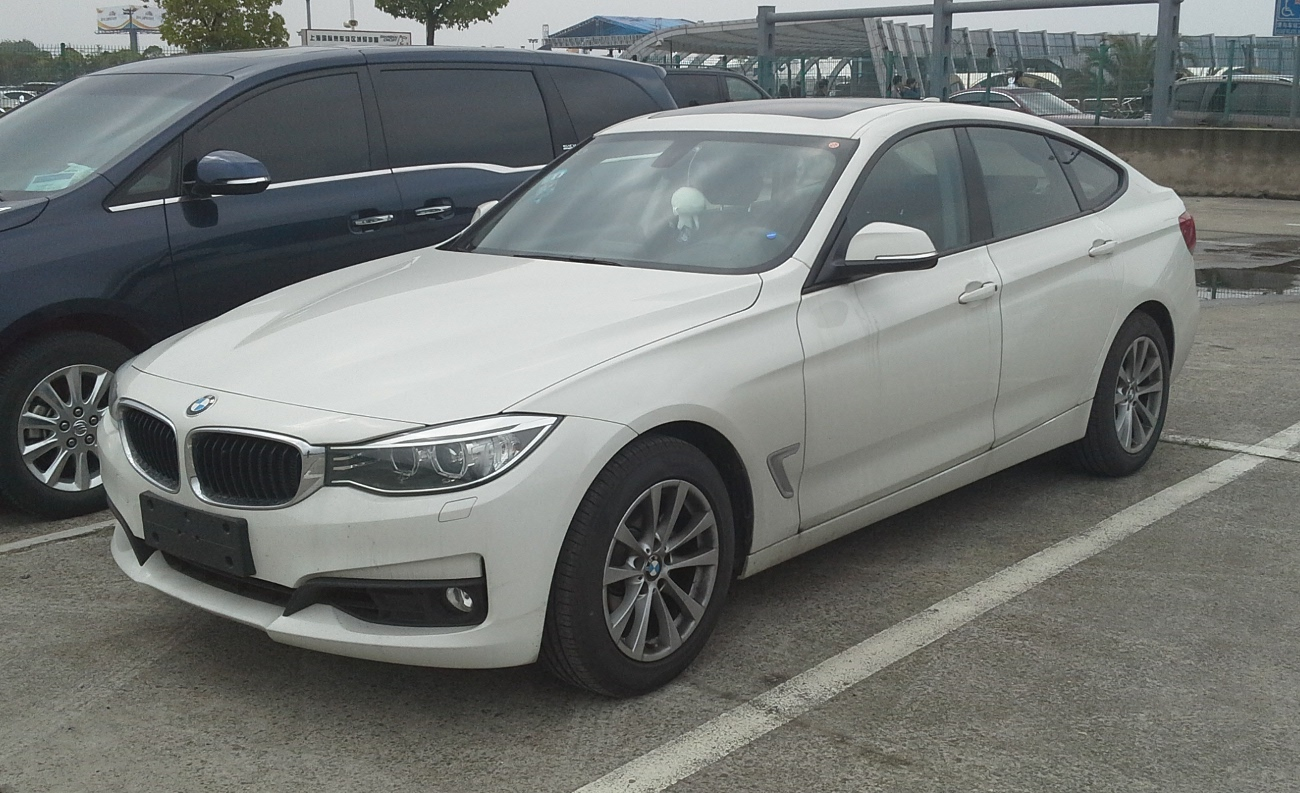
宝马 3系列 GT

在2013年6月，BMW 3系列首次推出了五门掀背版本的高级跑车（GT）款。其轮廓与轿跑车类似，但凭借着4.824米的长度，其车身尺寸比起轿车显著增大，因此高级跑车是轿车类别和旅行车类别的结合体。3系列高级跑车的加长底板总成在很大程度上与仅在中国销售的3系列长轴距版本（F35）相同。

## 长轴距款（F35）

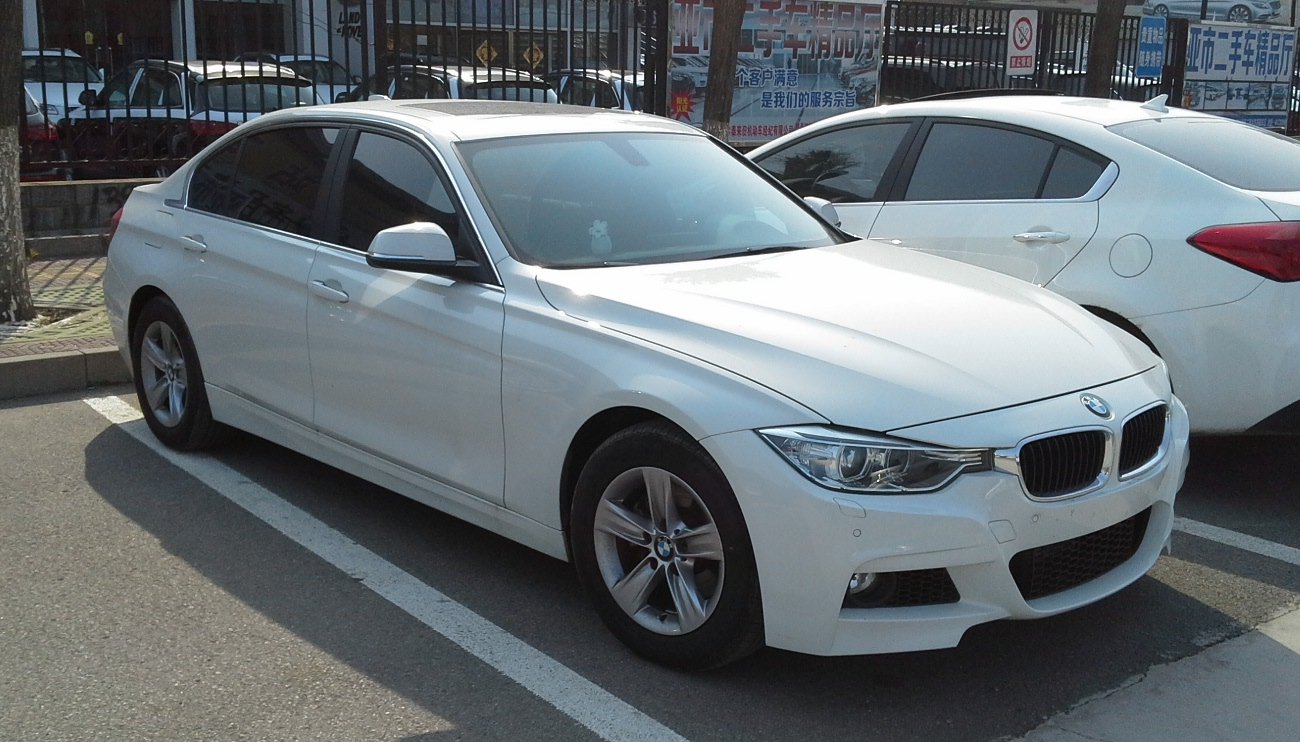
寶馬3系列长轴距款

专供中国汽车市场的3系列轿车款已自2012年7月起在沈阳的华晨宝马铁西工厂下线。这款拥有额外约11厘米的加长轴距变体是在2012年北京车展首次亮相，从而增加了约90毫米的后排腿部空间。作为标准配置，所有车型都配备了8速运动型手自一体变速箱，只有320Li的8速手自一体变速箱和316Li的6速手动变速箱除外。作为车型配置，除了知名的豪华型（不适用于335Li）和现代型外，还包括有时尚型和MT型，但不提供运动型。
|                                               | 320Li         | 328Li      | 328Li xDrive | 335Li      |
| --------------------------------------------- | ------------- | ---------- | ------------ | ---------- |
| 最高车速（公里/小时）                         | 235           | 250 (调校) | 250 (调校)   | 250 (调校) |
| 加速（秒） 由0至100公里/小时                  | 7.9 (手动7.5) | 6.3        | 6.0          | 5.7        |
| 油耗 （根据ECE的循环行驶， 结合至升/100公里） | 6.9           | 7.2        | 7.2          | 8.3        |
| 碳排量， 结合至克/公里                        | 160           | 167        | ?            | 192        |

1. 1 2  取决于所选轮胎